# Huang Zunxian
Huang Zunxian (遵憲, 1848 - 28 de marzo de 1905) fue un escritor chino de la dinastía Qing. Precursor de la poesía moderna, adoptó un lenguaje más coloquial y temas nuevos a la poesía china.

## Biografía
Huang fue un oficial del gobierno que realizaba labores diplomáticas, pero hoy en día es recordado por su poesía. Sus deberes como diplomático le llevaron a Japón, los Estados Unidos, Inglaterra y Singapur, lugares en los que recopiló material para sus poemas. Revolucionó la literatura al estudiar e incorporar a su poesía las canciones y el habla populares de la gente llana de su pueblo natal, Chia-ying.
Mientras era consejero de He Ruzhang, el primer enviado a Japón de la dinastía Qing en septiembre de 1880, se le ordenó compilar un documento para el reformista coreano Kim Hongjip, con recomendaciones de política exterior. En este importante documento, conocido como Chaoxian Celue (Chōsen Sakuryaku en japonés, Choseon Chekryak en coreano), aconsejaba a Corea reforzarse a través de la reforma y "mantenerse cercano a China, crear enlaces con Japón y aliarse con los Estados Unidos". El documento se entregó como regalo al gobierno coreano al regreso de Kim Hongjip, y podría haber sido clave en las reformas sucedidas en Corea desde 1881 en adelante.
Entre las obras de Huang se incluyen Riben Zashi Shi y Riben Guozhi.